# Przywódcy Gagauzji

## Przewodniczący Tymczasowego Komitetu
| # | Imię i Nazwisko          | Portret | Kadencja         | Kadencja             |
| # | Imię i Nazwisko          | Portret | Od               | Do                   |
| - | ------------------------ | ------- | ---------------- | -------------------- |
| 1 | Stepan Topal (1938–2018) |         | 19 sierpnia 1990 | 31 października 1990 |

## Przewodniczący Rady Najwyższej Gagauskiej SRR
| # | Imię i Nazwisko          | Portret | Kadencja             | Kadencja       | Partia polityczna | Partia polityczna |
| # | Imię i Nazwisko          | Portret | Od                   | Do             | Partia polityczna | Partia polityczna |
| - | ------------------------ | ------- | -------------------- | -------------- | ----------------- | ----------------- |
| 1 | Stepan Topal (1938–2018) |         | 31 października 1990 | 1 grudnia 1991 |                   | Bezpartyjny       |

## Prezydent Gagauzji
| # | Imię i Nazwisko          | Portret | Kadencja       | Kadencja        | Partia polityczna | Partia polityczna |
| # | Imię i Nazwisko          | Portret | Od             | Do              | Partia polityczna | Partia polityczna |
| - | ------------------------ | ------- | -------------- | --------------- | ----------------- | ----------------- |
| 1 | Stepan Topal (1938–2018) |         | 1 grudnia 1991 | 19 czerwca 1995 |                   | PSM               |

## BaszkanowieTerytorium Autonomicznego Gagauzja
- tymczasowo

| #   | Imię i Nazwisko               | Portret | Kadencja         | Kadencja         | Partia polityczna | Partia polityczna |
| #   | Imię i Nazwisko               | Portret | Od               | Do               | Partia polityczna | Partia polityczna |
| --- | ----------------------------- | ------- | ---------------- | ---------------- | ----------------- | ----------------- |
| 1   | Gheorghe Tabunscic (ur. 1939) |         | 19 czerwca 1995  | 24 września 1999 |                   | PKRM              |
| 2   | Dumitru Croitor (ur. 1959)    |         | 24 września 1999 | 21 czerwca 2002  |                   | PDM               |
| −   | Valeri Ianioglo (ur. 1957)    |         | 21 czerwca 2002  | 10 lipca 2002    |                   | PDM               |
| −   | Ivan Kristioglo (ur. 1952)    |         | 10 lipca 2002    | 29 lipca 2002    |                   | UM                |
| −   | Gheorghe Mollo (ur. 1950)     |         | 29 lipca 2002    | 9 listopada 2002 |                   | Bezpartyjny       |
| (1) | Gheorghe Tabunscic (ur. 1939) |         | 9 listopada 2002 | 29 grudnia 2006  |                   | PKRM              |
| 3   | Michaił Formuzal (ur. 1959)   |         | 29 grudnia 2006  | 15 kwietnia 2015 |                   | PRM               |
| 4   | Irina Vlah (ur. 1974)         |         | 15 kwietnia 2015 | 19 lipca 2023    |                   | Bezpartyjna       |
| 5   | Evghenia Guțul (ur. 1986)     |         | 19 lipca 2023    | nadal            |                   | Bezpartyjna       |